# チタン酸塩
化学 において、チタン酸塩（チタンさんえん 英: titanate）とは、通常は酸化チタンを構成要素とする無機化合物を指す。 [TiCl6]2− や [Ti(CO)7]2− などのいくつかの場合で、この用語はチタンを含むアニオンを構成要素とする化合物に使われることがあるが、この記事では酸化物に限るものとする。
チタンの酸化物にはさまざまな種類が知られており、そのうちの幾つかは商業的に重要である。典型的にはこれらの材料は白色の反磁性体で、融点は高く水溶性はない。二酸化チタンから高温で調製されることが多く、たとえば管状炉が用いられる。ほとんど全ての場合で、チタンは八面体型錯体を成す。

## オルトチタン酸塩
オルトチタン酸塩は M を二価カチオンとして、組成式 M2TiO4 をもつ化合物である。例としてはスピネル型構造をとるチタン酸マグネシウム (Mg2TiO4) などが挙げられる。 Li2TiO3 は岩塩型構造をとり、チタンアニオンがみられないためチタン酸塩とはみなされない。オルトチタン酸塩において TiO44− 中心が識別されることはほぼ無く、例外としてオルトチタン酸バリウムが挙げられる。

### チタン酸とエステル
化合物 H4TiO4 (CASNo 20338-08-3) はチタン酸、もしくはチタン酸および水酸化チタンと呼ばれる。この材料に明確な定義はないが、TiCl4 加水分解により生じる。固体は水の脱離に対して不安定で、二酸化チタンを生じる。ただ、オルトチタン酸の「エステル」も知られており、一例としてオルトチタン酸テトライソプロピルが挙げられる。より小さなアルコールから誘導されるエステルはより複雑な構造となり、チタンは八面体構造をとる。

## メタチタン酸塩
メタチタン酸塩は M を二価カチオンとして組成式 MTiO3 を持つ化合物である。分離した TiO32− 中心は持たない。コランダム様の六方最密充填結晶構造をとるものもある。このモチーフは商業的に重要な鉱物、イルメナイト (FeTiO3) に見られる。一方、組成式 MTiO3 を持つ材料の中にはペロブスカイト構造をとるものもあり、名前の元になっている灰チタン石 (CaTiO3) もそのひとつである。 チタン酸バリウムは強誘電体ペロブスカイトである。

## 複雑なチタン酸塩
チタン酸ビスマス、 {\displaystyle {\ce {Bi4Ti3O12}}} などのより複雑なチタン酸塩も知られている。